# Lafayette Gilchrist
Lafayette Gilchrist, né le 3 août 1967, est un pianiste et compositeur de jazz de nationalité américaine. Il a longtemps été associé avec le saxophoniste David Murray, avec qui il fit des tournées internationales.
Gilchrist mène un octet/nonet appelé les New Volcanoes, et un trio Inside Out (avec le bassiste Michael Formanek et le batteur Eric Kennedy). Gilchrist reconnait plusieurs influences dans sa musique : « I come from hip-hop culture, [...] I'm not a rapper. I'm not a DJ. I'm not a dancer. But I feed off of all that. All of that's part of what I grew up in, what I grew up around ».

## Biographie
Gilchrist est né à Washington, D.C. le 3 août 1967 où il a grandi,. Sa mère, Janice Taylor Murdock, travaillait pour la Federal Aviation Administration. Enfant, ses goûts musicaux étaient Stevie Wonder, The Jackson 5 et d'autres voix de soul. La mère de Gilchrist se remarrie quand il a 14 ans et ils déménagent alors dans le Comté du Prince George. Il aime aussi à cette époque le go-go local et écoute Chuck Brown tout en jouant près de la maison de sa tante. Brown jouait des standards de jazz dans un style différent ; Gilchrist observait : « cela m'apprit qu'on pouvait combiner rythmes funk et jazz ».
À la fin de son adolescence, Gilchrist se mit à la boxe et envisagea de faire carrière dans l'armée, mais il fut éloigné des deux par son beau-père. Gilchrist déménage à Baltimore à l'âge de 17 ans pour étudier l'économie à l'Université du Maryland, Comté de Baltimore. Il commence à jouer du piano à la même époque – il déclara qu'il avait commencé dans les salles de piano de l'université après avoir brièvement joué sur un Steinway en tant qu'étudiant estival avant de commencer son année de formation. Il apprit tout seul à jouer et composer, et reçut des avis sur ses compositions par les étudiants en musique Il obtient son diplôme en 1992, avec un BA en études Afro-Américaines.

## Carrière
En 1993 Gilchrist fonde les New Volcanoes, un quartet qui réunit avec lui le trompettiste Freddie Dunn, le bassiste Vince Loving et le batteur Nate Reynolds. Le trompettiste et ingénieur du son Mike Cerri rejoignit bientôt le groupe et Gilchrist enregistre son premier album, The Art Is Life, avec un sextet rejoint par James Dephilipo à l'euphonium. Cet album fut auto-publié tout comme le second album, Asphalt Revolt. Gilchrist joue avec les New Volcanoes et donna des performances en solo sur la Côte Est plusieurs années après la fin de ses études.
Il rencontre Murray en 1999 : Gilchrist se présenta et envoya par la suite au saxophoniste un enregistrement de sa musique. Ils jouent ensemble quelques semaines plus tard et le pianiste rejoint le groupe de Murray après quelques semaines de plus. Leur premier gig était au Iridium Jazz Club à New York City en avril 2000. Gilchrist obtint par la suite un contrat d'enregistrement avec Hyena Records, mais décida de rester à Baltimore, persuadé que les musiciens New Yorkais avaient tendance à adopter un style particulier de musique.
Gilchrist progressivement mit au point le style musical des New Volcanoes en ajoutant des musiciens sur différents instruments, en particulier Gabriel Ware au saxophone alto et Greg Thompkins au saxophone ténor. Le premier enregistrement avec Hyena fut en 2005 avec Towards the Shining Path, qui reçut une faible audience car Gilchrist n'avait pas assez d'argent pour financer une tournée avec le groupe complet. Pour développer sa réputation et capacité à tourner, Gilchrist forma un groupe plus facile à mettre en avant commercialement, un trio avec Anthony "Blue" Jenkins à la basse et Reynolds à la batterie. Ils sortirent l'albumThree.
En 2008, Gilchrist sort avec les New Volcanoes l'album Soul Progressin'  qui reçut une revue 4 étoiles de Down Beat. Un enregistrement de 2012 du même groupe comportait un mélange de styles. Gilchrist dirige aussi un trio appelé Inside Out, avec Michael Formanek (basse) et Eric Kennedy (batterie),. En 2015, Lafayette commence à travailler avec Manta Ray Records et le producteur de hip-hop de Baltimore hip-hop Auddio Viddeo, pour travailler sur un EP New Urban World Blues, une réécriture musicale du soulèvement de Baltimore en 2015, qui commence par la mort d'un jeune afro-américain, et racontée dans la chanson "Blues for Freddie Gray"[citation nécessaire]. En 2017 Lafayette choisit dans sa collection quatre chansons pour un set intitulé Compendium, chez Manta Ray Records[citation nécessaire].

## Discographie
Un asterisque (*) indique que l'année est celle de la sortie.

### En tant que leader
| Année d'enregistrement | Titre                                                   | Label                | Personnel/Notes |
| ---------------------- | ------------------------------------------------------- | -------------------- | --- |
| Après 1993             | The Art Is Life                                         | Lafayette Gilchrist  | Sextet, avec Freddie Dunn, Mike Cerri (trompette), James Dephilipo (euphonium), Vince Loving (basse), Nate Reynolds (batterie) |
| 2001*                  | Collagic Dreams                                         | Lafayette Gilchrist  | |
| 2002*                  | Asphalt Revolt                                          | Lafayette Gilchrist  | Sextet, avec John Dierker (saxo), Freddie Dunn, Mike Cerri (trompette), Vince Loving (basse), Nate Reynolds (batterie) |
| 2004*                  | The Music According to Lafayette Gilchrist              | Hyena                | Compilation de chanson de Collagic Dreams et Asphalt Revolt |
| 2005*                  | Towards the Shining Path                                | Hyena                | Septet, avec John Dierker, Gregory Thompkins (saxo tenor), Gabriel Ware (saxo alto), Mike Cerri (trompette), Anthony "Blue" Jenkins (basse), Nate Reynolds (batterie)                                                                    |
| 2007*                  | Three                                                   | Hyena                | Trio, avec Anthony "Blue" Jenkins (basse), Nate Reynolds (batterie) |
| 2006                   | Duets: Live at the Vision Festival                      | Hyena                | Duo, avec Hamid Drake (batterie) ; en concert |
| 2008*                  | Soul Progressin'                                        | Hyena                | Octet, avec John Dierker (saxo tenor, clarinette basse), Gregory Thompkins (saxo tenor), Gabriel Ware (saxo alto), Mike Cerri, Freddie Dunn (trompette), Anthony Jenkins (basse), Nate Reynolds (batterie)                               |
| 2011                   | It Came from Baltimore: Live at the Windup Space Vol. 1 |                      | Nonet; en concert, |
| 2014*                  | The View from Here                                      |                      | Solo piano |
| 2014*                  | The Go-Go Suite                                         | Creative Differences | Nonet, avec Michael Cerri (trompette), John Dierker, Tiffany DeFoe, Gregory Thompkins (reeds), Carl Filipiak (guitare), Anthony "Blue" Jenkins (basse), Kevin Pinder (percussion), Nathan Reynolds (batterie)                            |
| 2017*                  | New Urban World Blues                                   | Manta Ray Records    | avec Michael Cerri (trompette), Camilla Campos-Cerri (trompette), John Dierker, Tiffany DeFoe, Gregory Thompkins (reeds), Carl Filipiak (guitare), Anthony "Blue" Jenkins (basse), Kevin Pinder (percussion), Nathan Reynolds (batterie) |

### En tant que participant
| Année d'enregistrement | Leader                            | Titre                                   | Label         |
| ---------------------- | --------------------------------- | --------------------------------------- | ------------- |
| 2010                   | Mihály Dresch (en)                | Sharing the Shed                        | BMC           |
| 2006*                  | Mudfoot Jones / The Basement Boys | The Basement Boys Present Mudfoot Jones | Savoy         |
| 2002                   | David Murray                      | Waltz Again                             | Justin Time   |
| 2006                   | David Murray                      | Sacred Ground                           | Justin Time   |
| 2007                   | David Murray                      | Live in Berlin                          | Jazzwerkstatt |
| 2009                   | Hal Singer.                       | Challenge                               | Marge         |

Sources principales,.